# Gotcha! Extreme Paintball
Gotcha! Extreme Paintball (também conhecido como Gotcha! na Europa) é um jogo eletrônico de tiro em primeira pessoa de paintball desenvolvido pela Sixteen Tons Entertainment e publicado pela Gathering of Developers, lançado em 31 de julho de 2004. É considerado um jogo eletrônico de tiro em primeira pessoa não violento.

## Jogabilidade
Gotcha! Extreme Paintball é um jogo de tiro em primeira pessoa no qual os personagens jogam paintball. É inspirado em particular em Counter-Strike. O jogo pode ser jogado sozinho ou com outras pessoas. Existem 12 marcadores diferentes e também granadas coloridas que você pode usar e equipar sua equipe. O cenário é que você e seu time estão jogando Gotcha (também conhecido como Paintball). Você pode jogar em uma liga com 28 equipes e competir em 17 locais diferentes. Os modos multijogador incluem (Team-) Deathmatch, Capture the Flag, Flag Elimination, Team Elimination, Last Man Standing e (Team-) Kill the King. O personagem pode se agachar, deitar ou desviar.[carece de fontes?]

## Recepção
Gotcha! Extreme Paintball recebeu críticas mistas a médias.
Para Etienne Froment da Xbox Gamer, o jogo "é, em última análise, uma boa surpresa" no Xbox. Ao contrário de Greg Hastings' Tournament Paintball, que "oferece apenas simulação bastante 'pesada'", Gotcha! oferece jogabilidade nervosa e uma atmosfera terrivelmente alucinante."
Ludovic Bechtold da JeuxActu dá a pontuação de 12/20 para a versão Windows do jogo, que explica da seguinte forma: "Não esquecemos suas deficiências na inteligência artificial, seus gráficos desatualizados e sua animação ridícula, mas não tenho vergonha de dizer que sim, me diverti muito em Gotcha!, mesmo que só chegue perto do grande Counter-Strike. Ele aponta como pontos fortes o lado "divertido e rápido de jogar" e os "vários modos de jogo".
Jean-Marc Wallimann de Jeuxvideo.com, testando a versão de Windows, também deu uma pontuação de 12/20. Ele acha os mapas pequenos, mas satisfatórios: "Eles estão cheios de lugares para se esconder e esperar enganosamente a chegada de adversários. No entanto, teríamos gostado mais das chamadas passagens secretas, ou desvios, para ter a opção de correr na pilha ou pegando a equipe adversária por trás." Nicolas Charciarek, por sua vez, dá à versão Xbox uma pontuação de 9/20. Ele faz uma observação semelhante sobre os mapas, mas menciona "problemas de jogabilidade ausentes da versão para PC que poluem o jogo", e julga grosseira a realização dos ambientes e dos personagens. Ele acrescenta que "o modo solo é de interesse limitado, sendo os bots de uma inteligência relativa".
Kévin Kuipers da Gamekult dá à versão Windows uma pontuação de 3/10. Ele diz que "o paintball é obviamente muito desinteressante quando jogado virtualmente, e Gotcha! prova isso mais uma vez. Segundo ele, a jogabilidade do jogo e a inteligência artificial são ruins. No entanto, ele aprecia "o aspecto técnico [...] muito correto com conjuntos bem modelados e alguns efeitos interessantes."
Thomas Weiss, da PCGames, deu uma pontuação de 5.2/10, afirmando que o jogo teria um apelo maior se tivesse os requisitos técnicos necessários, como projéteis com explosões espetaculares. Graficamente, o título "lembra de Counter-Strike: salas angulares, texturas borradas, quase nenhum efeito de partículas, exceto pela água bonita". A jogabilidade não é considerada ruim, mas apenas "comum".
Para Sébastien Delahaye, da NoFrag, "o jogo é de pouco interesse", por causa da IA "enlouquecedoramente estúpida", da jogabilidade "falhada", da "técnica titou [e do] som para combinar". Ele conclui descrevendo o jogo como "uma porcaria muito bonita".
O aspecto não violento de Gotcha! Extreme Paintball é elogiado por Kévin Kuipers, o que o torna acessível aos mais jovens; para Jean-Marc Wallimann, o título não é mais uma versão de terroristas enfrentando contra-terroristas, mas quer ser mais bem-humorado, alinhando-se com a cultura do paintball.